# Лушіано
Лушіано (італ. Lusciano) — муніципалітет в Італії, у регіоні Кампанія,  провінція Казерта.
Лушіано розташоване на відстані близько 175 км на південний схід від Рима, 16 км на північ від Неаполя, 17 км на південний захід від Казерти.
Населення — 15 330 осіб (2014).
Покровитель — San Luciano.

## Демографія
Населення за роками:

Станом на 1 січня 2023 року в муніципалітеті офіційно проживало 785 іноземців з 35 країн, серед них 185 громадян країн Євросоюзу та 182 громадяни України.

## Сусідні муніципалітети
- Аверса
- Джульяно-ін-Кампанія
- Парете
- Трентола-Дучента